# Kimberley (Sudáfrica)
Kimberley es la capital de la provincia del Cabo Septentrional, en la República Sudafricana. Según el plan urbano de Kimberley de 1998, la ciudad cuenta con unos 210 800 habitantes y con unos 46 207 hogares, de los que el 65 % lo componen "coloureds" y blancos. El aeropuerto de Kimberley está situado a 7 kilómetros de la ciudad. La población se encuentra cerca del río Orange y es famosa por ser la localidad donde se identificó por primera vez la roca kimberlita.

## Historia

### La minería y la fundación de la ciudad
En 1866 Erasmus Jacobs encontró una pequeña piedra blanca en las orillas del río Orange, en la granja De Kalk, arrendada a los griquas, cerca de Hopetown. La piedra resultó ser un diamante de 21,25 quilates (4,25 gramos). En 1871 se encontró en las laderas de Colesberg Kopje un diamante aún más grande, de 83,50 quilates (16,7 gramos), que condujo a la primera fiebre del diamante en la región. Cuando llegaron miles de mineros, la colina desapareció y el lugar que ocupaba fue conocido como The Big Hole (El Gran Agujero en inglés). 
En la zona se construyó una ciudad, New Rush, que fue rebautizada como Kimberley el 5 de junio de 1873, en honor al entonces ministro de Asuntos Exteriores británico para las Colonias, John Wodehouse, primer conde de Kimberley. Los británicos, que tenían el control de la mayor parte de Sudáfrica, anexionaron rápidamente el área de las minas de diamante, que se convirtió en la colonia británica del Griqualandia Occidental. Esto molestó a los bóeres, debido a que querían que fuera parte del Estado Libre de Orange, ya que la zona se encuentra entre los ríos Orange y Vaal.
La compañía más grande que operaba con minas de diamantes en Sudáfrica era la Compañía De Beers, de Cecil Rhodes. Kimberley se convirtió rápidamente en la ciudad más grande de la zona, sobre todo debido a una masiva inmigración africana proveniente de todas las partes del continente. Los inmigrantes fueron aceptados con los brazos abiertos, porque la compañía De Beers necesitaba mano de obra barata para el trabajo en las minas.
Se excavaron cinco grandes agujeros en la tierra, a los que siguieron las conducciones de kimberlita. La mayor de todas ellas, la mina Kimberley o Big Hole cubría 170 000 m², alcanzando una profundidad de 240 metros y con una producción de 3 toneladas de diamantes. La mina se cerró en 1914, mientras que tres de los hoyos restantes —Du Toitspan, Wesselton y Bultfontein— se cerraron en 2005.
En mayo de 2000 en esta ciudad se realizó una reunión de países productores de diamantes por el que años después se estableció un sistema de certificaciones diseñado para evitar que los diamantes conflictivos entren en el mercado, con la denominación de Proceso de Kimberley. En la ciudad se encuentra el edificio que certifica este proceso en los diamantes  procedentes de Sudáfrica.

### Crecimiento de la ciudad
Kimberley se convirtió el 2 de septiembre de 1882 en la primera ciudad del hemisferio sur en instalar alumbrado eléctrico en las calles.
La creciente importancia de Kimberley le permitió albergar una de las primeras Exhibiciones Internacionales y Sudafricanas en 1892. La exhibición fue inaugurada el 8 de septiembre por sir Henry Loch, entonces Gobernador de la Provincia de El Cabo de Buena Esperanza. Se realizaron exposiciones de arte, una exposición de cuadros de la colección real de la reina Victoria I y maquinaria y herramientas para la minería entre otros objetos. La exhibición despertó un interés considerable a nivel internacional, de lo que resultó una gran competencia para lograr un lugar para poder exponer en ella.
En 1896 se abrió en Kimberley la primera escuela de minas de Sudáfrica y posteriormente fue trasladada a Johannesburgo que resultó el embrión de la Universidad de la Witwatersrand. De hecho, los primeros dos años las clases se daban en Ciudad del Cabo, Grahamstown o Stellenbosch, el tercer año en Kimberley y el cuarto en Johannesburgo. De Beers pagó enteramente las 9000 libras esterlinas que costaron los edificios.
El 14 de octubre de 1899, la ciudad fue asediada al comienzo de la Segunda Guerra de los Bóeres. Las fuerzas británicas sufrieron numerosas bajas al intentar levantar el asedio. El 15 de febrero de 1900 se levantó el asedio, pero la guerra continuó hasta mayo de 1902. Por aquel tiempo, los británicos habían construido un campo de concentración para albergar mujeres y niños bóeres en Kimberley.
En 1913 se abrió la primera escuela de aviación de Sudáfrica y empezaron a entrenarse pilotos para el Cuerpo de Aviación Sudafricana (South African Aviation Corps en inglés), más tarde conocido como Fuerza Aérea Sudafricana (South African Air Force en inglés).
En Kimberley también se abrió la primera bolsa de valores del país. Kimberley propuso en mayo de 2007 al nuevo Kimberley Stadium como una de las sedes de la Copa Mundial de Fútbol de 2010, aunque finalmente no fue elegido.
Igualmente la selección uruguaya de fútbol la eligió como búnker oficial de cara al Mundial, donde los pobladores de Kimberley los recibieron con una fraternidad asombrosa y aprovecharon la oportunidad para solicitar autógrafos de jugadores tales como Diego Forlán, Diego Lugano, Luis Suárez y Álvaro Pereira.

## Clima
| Parámetros climáticos promedio de Kimberly  | Parámetros climáticos promedio de Kimberly | Parámetros climáticos promedio de Kimberly | Parámetros climáticos promedio de Kimberly | Parámetros climáticos promedio de Kimberly | Parámetros climáticos promedio de Kimberly | Parámetros climáticos promedio de Kimberly | Parámetros climáticos promedio de Kimberly | Parámetros climáticos promedio de Kimberly | Parámetros climáticos promedio de Kimberly | Parámetros climáticos promedio de Kimberly | Parámetros climáticos promedio de Kimberly | Parámetros climáticos promedio de Kimberly | Parámetros climáticos promedio de Kimberly |
| Mes                                         | Ene.                                       | Feb.                                       | Mar.                                       | Abr.                                       | May.                                       | Jun.                                       | Jul.                                       | Ago.                                       | Sep.                                       | Oct.                                       | Nov.                                       | Dic.                                       | Anual                                      |
| ------------------------------------------- | ------------------------------------------ | ------------------------------------------ | ------------------------------------------ | ------------------------------------------ | ------------------------------------------ | ------------------------------------------ | ------------------------------------------ | ------------------------------------------ | ------------------------------------------ | ------------------------------------------ | ------------------------------------------ | ------------------------------------------ | ------------------------------------------ |
| Temp. máx. abs. (°C)                        | 40.4                                       | 39.9                                       | 36.2                                       | 34.9                                       | 31.1                                       | 27.8                                       | 26.8                                       | 31.2                                       | 35.5                                       | 37.7                                       | 39.2                                       | 39.7                                       | 40.4                                       |
| Temp. máx. media (°C)                       | 32.8                                       | 31.0                                       | 28.8                                       | 24.7                                       | 21.4                                       | 18.2                                       | 18.8                                       | 21.3                                       | 25.5                                       | 27.8                                       | 30.2                                       | 32.1                                       | 26.1                                       |
| Temp. media (°C)                            | 25.1                                       | 23.7                                       | 21.5                                       | 17.3                                       | 13.5                                       | 10.2                                       | 10.4                                       | 12.8                                       | 17.1                                       | 19.7                                       | 22.2                                       | 24.2                                       | 18.1                                       |
| Temp. mín. media (°C)                       | 17.9                                       | 17.3                                       | 15.2                                       | 10.8                                       | 6.5                                        | 3.2                                        | 2.8                                        | 4.9                                        | 8.9                                        | 11.9                                       | 14.6                                       | 16.6                                       | 10.9                                       |
| Temp. mín. abs. (°C)                        | 5.7                                        | 5.6                                        | 2.0                                        | -1.3                                       | -5.7                                       | -6.7                                       | -7.9                                       | -6.7                                       | -5.5                                       | -0.6                                       | 2.2                                        | 4.8                                        | -7.9                                       |
| Precipitación total (mm)                    | 57                                         | 76                                         | 65                                         | 49                                         | 16                                         | 7                                          | 7                                          | 7                                          | 12                                         | 30                                         | 42                                         | 46                                         | 414                                        |
| Días de precipitaciones (≥ 1.0 mm)          | 7                                          | 7                                          | 7                                          | 6                                          | 2                                          | 1                                          | 1                                          | 1                                          | 2                                          | 4                                          | 5                                          | 6                                          | 49                                         |
| Horas de sol                                | 307.1                                      | 260.7                                      | 265.7                                      | 262.0                                      | 281.2                                      | 264.2                                      | 286.7                                      | 299.3                                      | 288.3                                      | 305.1                                      | 310.6                                      | 331.0                                      | 3461.9                                     |
| Humedad relativa (%)                        | 45                                         | 53                                         | 57                                         | 59                                         | 54                                         | 53                                         | 48                                         | 41                                         | 36                                         | 40                                         | 42                                         | 42                                         | 47                                         |
| Fuente n.º 1: NOAA, Deutscher Wetterdienst  |                                            |                                            |                                            |                                            |                                            |                                            |                                            |                                            |                                            |                                            |                                            |                                            |                                            |
| Fuente n.º 2: South African Weather Service |                                            |                                            |                                            |                                            |                                            |                                            |                                            |                                            |                                            |                                            |                                            |                                            |                                            |

## En la literatura
La novela de Julio Verne La estrella del sur (1884) está ambientada en los alrededores de Kimberley.